# Acanthocnemus nigricans
Acanthocnemus nigricans (лат.) — вид жесткокрылых, единственный представитель рода Acanthocnemus и семейства акантокнемид (Acanthocnemidae).

## Описание
Длина тела 3,5—6 мм, форма тела продолговатая, окраска коричневая, слегка блестящие, верхняя сторона покрыты длинными волосками. Напоминают представителей семейства жуков Melyridae и рода Dasytes (Dasytidae). Часто обнаруживаются в районах пожарищ (особенно в странах Средиземноморья), для обнаружения которых имеется специальный орган. Этот уникальный сенсорный орган, помогает определять инфракрасное излучение (подобного органа нет у других насекомых, использующих для этого глаза).
Родиной единственного вида этого семейства, вероятно, является Австралия. Однако в настоящее время широко распространились в большинстве частей мира, видимо, в результате торговли древесиной. В 2010 году жуки обнаружены в России.

## Систематика
Относится к группе Cucujiformia и надсемейству Cleroidea. Вероятно монотипичное семейство, так как включает один вид, а все многочисленные описанные иные таксоны являются или его синонимами или подвидами (см. список синонимов ниже).

### Синонимия
- Acanthocnemus nigricans (Hope, 1845)
- Dasytes nigricans Hope, 1845
- Dasytes fuscipennis Hope, 1845
- Acanthocnemus ciliatus Perris, 1864
- Acanthocnemus truquii Baudi, 1873
- Acanthocnemus fauveli Bourgeois, 1884
- Eurema dilutum Abeille de Perrin, 1894
- Acanthocnemus kraatzi Schilsky, 1896
- Acanthocnemus kraatzi v. immaturus Schilsky, 1896
- Acanthocnemus asiaticus Pic, 1897
- Hovacnemus pallitarsis Fairmaire, 1898
- Acanthocnemus brevicornis Pic, 1903